# Hazarák

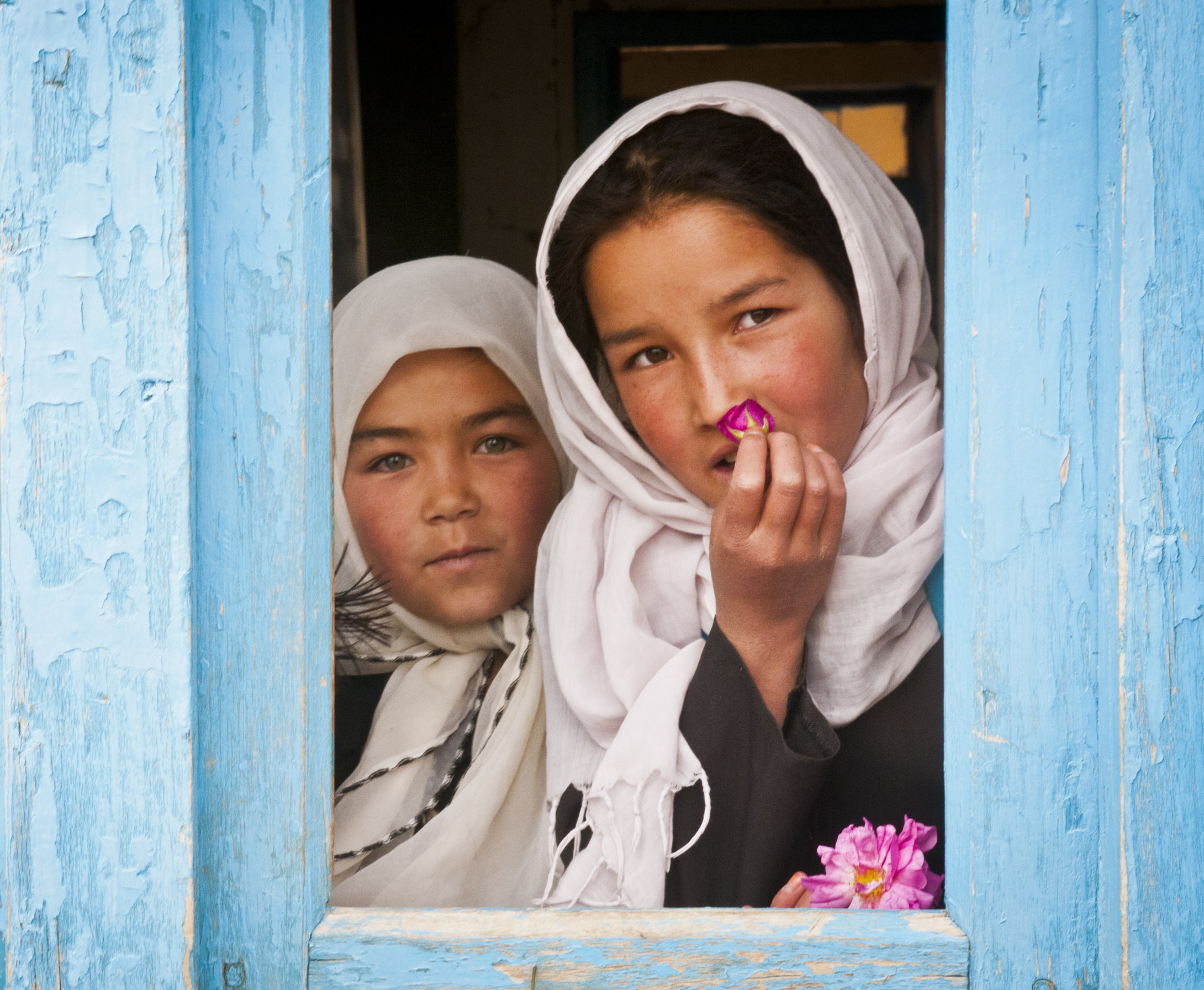
Hazara iskolások az afganisztáni Bamianban

A hazarák (perzsa nyelven: هزاره) egy etnikai csoport és Afganisztán lakosságának egyik fő összetevője. Ők Afganisztán egyik legnagyobb etnikai csoportja, elsősorban a közép-afganisztáni Hazarisztán (Hazarajat) régióban élnek. A hazarák jelentős kisebbségi közösségeket alkotnak Pakisztánban, főként Quettában, és Iránban, elsősorban Meshedban. A perzsa nyelv dari és hazaragi dialektusát beszélik. A dari, más néven dari perzsa, Afganisztán két hivatalos nyelvének egyike.

## Történelem

### 19. század

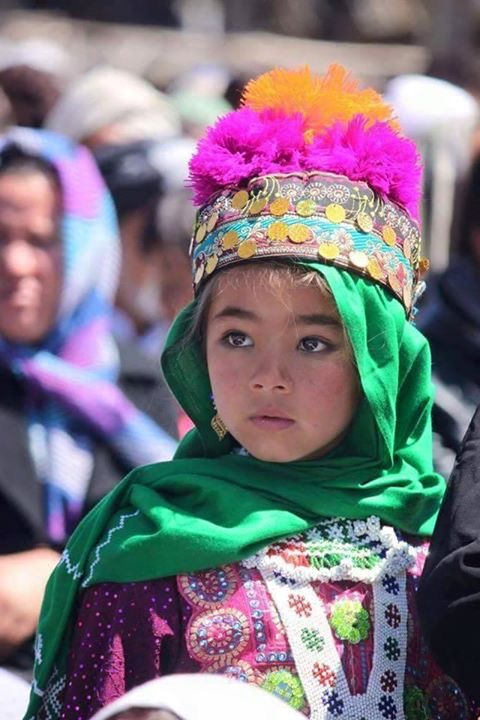
Hazara népviselet

Dost Mohammad kán második uralkodása idején, a 19. században a hazarajtai hazarákat először adóztatták meg. Azonban nagyrészt sikerült megőrizniük regionális autonómiájukat egészen az 1892-es uruzgáni csatáig és az azt követő, a 19. század végén kezdődő Abdur Rahman általi leigázásig.
Amikor 1880-ban aláírták a gandomaki szerződést és véget ért a második angol-afgán háború, Abdur Rahman célul tűzte ki, hogy Hazarisztánt, Turkesztánt és Káfirisztánt az ellenőrzése alá vonja. A hazarák ellenállására válaszul több hadjáratot indított Hazarisztánban, amelyek során erői atrocitásokat követtek el. Hazarisztán déli részét megkímélte, mivel lakói elfogadták uralmát, míg a többi régió elutasította Abdur Rahmant, és nagybátyját, Sher Ali Khant támogatta. Válaszul Abdur Rahman háborút indított a politikáját és uralmát ellenző törzsi vezetők ellen. Ez a konfliktus a Hazara-felkelések néven vált ismertté.
Ezek a hadjáratok katasztrofális hatással voltak a hazarák demográfiai helyzetére, és a teljes hazarai lakosság több mint hatvan százalékának lemészárlását eredményezték, sokakat pedig kitelepítettek és száműztek saját földjükről. A hazara földeket a közeli nem-hazara közösségek lojális falusi lakosai között osztották szét. A felkelést követő elnyomást a modern Afganisztán történetében népirtásként vagy etnikai tisztogatásként jellemezték.
E mészárlások után Abdul Rahman számos hazara családot kényszerített Uruzgan és Hazarisztán más részeinek hazara területeiről, hogy elhagyja szülővárosát és ősei földjét, ami sok hazarát arra késztetett, hogy a szomszédos országokba, például Közép-Ázsiába, Iránba, Brit Indiába, Irakba és Szíriába meneküljön. Az északi Hindukus Kusban élő hazarák a cári Oroszországba vándoroltak, elsősorban a déli városokban telepedtek le, míg néhányan Iránba költöztek. Idővel a cári Oroszország régióiban élő sok hazara elvesztette nyelvét, kultúráját és etnikai identitását a helyi lakosság faji hátterének és fizikai megjelenésének hasonlósága miatt, ami az asszimiláció felé terelte őket. A menekülő hazarák a volt cári Oroszország régióiban telepedtek le, többek között Üzbegisztánban, Tádzsikisztánban, Türkmenisztánban, Kazahsztánban és Dagesztánban. Eközben az északnyugat-afganisztáni hazarák Iránba vándoroltak, és Meshedban és környékén telepedtek le, ahol később Khawari vagy Barbari néven váltak ismertté. 

Az Afganisztán délkeleti régióiból származó hazarák egy másik csoportja Brit Indiába költözött, ahol Kvettában (a mai Pakisztánban) és a mai India egyes részein élnek. Emellett néhány hazara Szíriában és Irakban is letelepedett. A cári Oroszországba vándoroltakkal ellentétben a pakisztáni, indiai, iráni, szíriai és iraki hazarák a fizikai megjelenésbeli különbségek miatt nem tudtak teljesen integrálódni, így meg tudták tartani nyelvüket, kultúrájukat és etnikai identitásukat.

### 20. és 21. század
1901-ben Habibullah kán, Abdur Rahman legidősebb fia és utódja amnesztiát adott a hazaráknak, és meghívta az elődje által száműzötteket, hogy térjenek vissza. Azonban kevesen tértek vissza, inkább Turkesztánban és Balkh tartományban telepedtek le, mivel elvesztették korábbi földjeiket.
A hazarák a 20. század nagy részében továbbra is társadalmi, gazdasági és politikai megkülönböztetésnek voltak kitéve. 1933-ban Muhammad Nadir sahot, Afganisztán királyát Abdul Khaliq Hazara, egy iskolás meggyilkolta. Az afgán kormány később elfogta és kivégeztette őt, több családtagjával együtt.

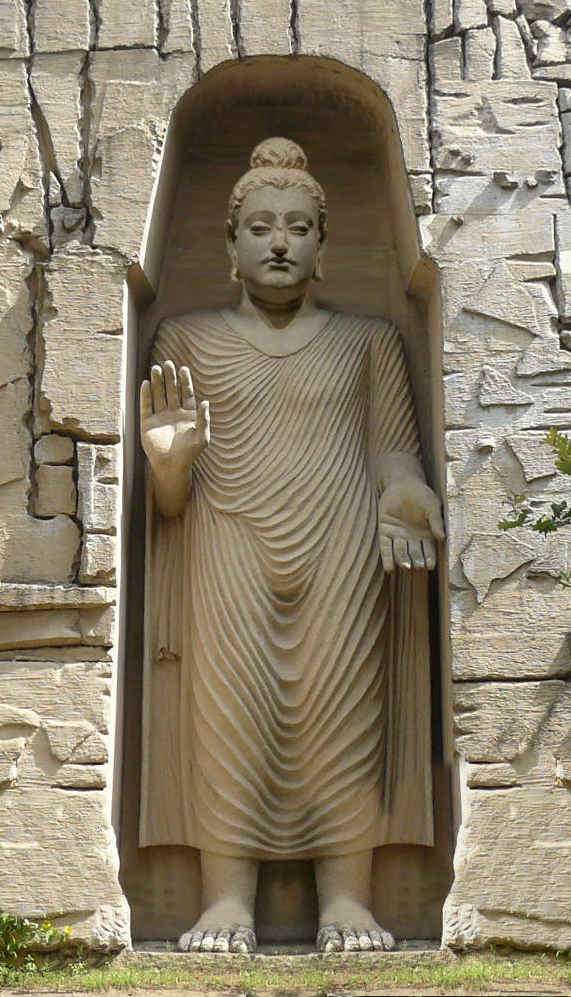
Egy a tálibok által elpusztított bamiyani buddha rekonstukciója

A hazarák körében a központi kormánnyal szembeni bizalmatlanság és a helyi felkelések továbbra is fennmaradtak. Különösen 1945 és 1946 között, Zahir sah uralkodása alatt tört ki az Ibrahim Khan által vezetett, „Ibrahim Gawsawar” néven ismert felkelés, válaszul az új adókra, amelyeket kizárólag a hazarákra vetettek ki. Eközben a kucsik nemcsak hogy mentesültek ezek alól az adók alól, de még juttatásokat is kaptak az afgán kormánytól. 
A feldühödött lázadók elkezdték elfogni és megölni a kormánytisztviselőket. Válaszul a központi kormány erőket küldött a régió leigázására, és ezt követően eltörölte az adókat.
Az 1978-as szauri forradalom után az Afganisztáni Népi Demokratikus Párt (PDPA) elnyomó politikája országszerte felkelésekhez vezetett. Az iráni befolyástól tartva a hazarákat különösen üldözték. 1979 októberében Hafizullah Amin elnök közzétette a Taraki-kormány 12 000 áldozatának listáját, köztük 7 000 hazarát, akiket a hírhedt Pul-e-Charkhi börtönben lőttek le.
A szovjet-afgán háború alatt a Hazarajat régióban nem folytak olyan súlyos harcok, mint Afganisztán más részein. A legtöbb hazara mudzsahedin a szovjetek ellen a Hazarajat perifériáján lévő régiókban vett részt a harcokban. Megosztottság alakult ki a Tanzeem Nasle Nau Hazara, a Kvettában székelő, hazara nacionalistákat és világi értelmiségieket tömörítő párt és a Hazarajatban működő iszlamista pártok között. 1979-re a hazara iszlamista csoportok már felszabadították Hazarajatot a központi, szovjet támogatású afgán kormánytól, és ezt követően átvették a régió teljes irányítását a világiaktól. 1984-re az iszlamisták uralma Hazarajatban teljes volt. Amikor a szovjetek 1989-ben kivonultak, az iszlamista csoportok felismerték, hogy szükség van politikai vonzerejük kiszélesítésére, és a hazara nacionalizmus felé helyezték át a hangsúlyt. Ez a váltás a Hizbe-Wahdat létrehozásához vezetett, amely a Harakat-e Islami kivételével valamennyi hazara ellenálló csoport szövetsége.
1992-ben, Kabul bukásával a Harakat-e Iszlami Burhanuddin Rabbani kormánya mellé állt, míg a Hizb-e Wahdat az ellenzékhez csatlakozott. A Hizb-e Wahdat végül 1995-ben kiszorult Kabulból, amikor a tálibok elfoglalták a várost és megölték vezetőjüket, Abdul Ali Mazarit. Miután a tálibok 1996-ban elfoglalták Kabult, valamennyi hazara csoport egyesült az Északi Szövetséggel a közös ellenség ellen. A heves ellenállás ellenére azonban a Hazarajat 1998-ban a tálibok kezére került. A tálibok elszigetelték a Hazarajatot a világ többi részétől, még azt is megakadályozták, hogy az ENSZ élelmiszert szállítson Bamyan, Ghor, Maidan Wardak és Daykundi tartományokba.
1997-ben Mazar-e Sharifban lázadás tört ki a hazarák között, amikor megtagadták, hogy a tálibok lefegyverezzék őket, ami 600 tálib harcos halálát okozta az ezt követő harcokban[124]. 1997-ben a tálibok megtorlásként Abdur Rahman Khan korszakára emlékeztető népirtó politikát vezettek be. 1998-ban hatezer hazarát öltek meg északon, azzal a szándékkal, hogy etnikai tisztogatást hajtsanak végre a hazara lakosság ellen. 2001 márciusában a széles körű nemzetközi elítélés ellenére lerombolták a két óriási bámiyan-i Buddhát.
A hazarák szintén jelentős szerepet játszottak Pakisztán létrehozásában. Az egyik nevezetes hazara a Sheikh Ali törzsből származó Qazi Muhammad Isa volt, aki Muhammad Ali Dzsinnah közeli barátja volt; először Londonban folytatott tanulmányaik során találkoztak. 
Qazi Muhammad Isa volt az első ember szülőföldjéről, Beludzsisztánból, aki ügyvédi diplomát szerzett, és kulcsszerepet játszott az Összindiai Muszlim Liga megalapításában Beludzsisztánban.
Bár a hazarák szerepet játszottak a szovjetellenes mozgalomban, néhány hazara részt vett az új kommunista kormányban is. 
Bár Afganisztán történelmileg a világ egyik legszegényebb országa, a Hazarajat régió a kormány korábbi elhanyagolása miatt elmaradott maradt. A tálibok 2001 végi elűzése óta dollármilliárdokat fektettek be Afganisztánban az újjáépítésbe, és 2012 augusztusában több nagyszabású projekt is elkezdődött. Például több mint 5000 kilométernyi útburkolat készült el országszerte, de Afganisztán középső részén és különböző vezető kormányzati pozíciókat töltöttek be. 
Miután Kabul 2021-ben elesett a táliboktól, ami az afganisztáni háború végét jelentette, aggodalmak merültek fel azzal kapcsolatban, hogy a tálibok ismét üldözni fogják-e a hazarákat, ahogyan azt az 1990-es években tették. A melbourne-i La Trobe Egyetem egyik akadémikusa kijelentette, hogy „a hazarák nagyon félnek attól, hogy a tálibok valószínűleg visszaállítják az 1990-es évek politikáját”, annak ellenére, hogy a tálibok biztosítottak arról, hogy nem térnek vissza a korábbi elnyomó gyakorlathoz.

## Fordítás
Ez a szócikk részben vagy egészben  a   Hazaras című angol Wikipédia-szócikk fordításán alapul.  Az eredeti cikk szerkesztőit annak laptörténete sorolja fel. Ez a jelzés csupán a megfogalmazás eredetét és a szerzői jogokat jelzi, nem szolgál a cikkben szereplő információk forrásmegjelöléseként.